# الهيئة العامة لترويج الاستثمار وتنمية الصادرات (إثراء)
الهيئة العامة لترويج الاستثمار وتنمية الصادرات هيئة حكومية عمانية، تأسست في عام 1996، مسؤولة عن تقديم الدعم والمعلومات لمساعدة المستثمرين المحليين والدوليين على بدأ الاستثمار في سلطنة عمان، ومساعدة الشركات المحلية الصغيرة والمتوسطة في بدء التصدير عالميًا. وهي حائزة على جوائز في مجال ترويج الاستثمارات الداخلية وتنمية الصادرات.

## روابط خارجية
- الموقع الرسمي لهيئة العامة لترويج الاستثمار وتنمية الصادرات